# Udokański Region Rudonośny
Udokański Region Rudonośny (ros. Удоканский Рудный Район) - obszar występowania bogatych złóż rud metali w Rosji, w obwodzie czytyjskim.
Obejmuje tereny w górach Kałarskich, Udokan i Kodar. Występują tu rudy miedzi (miedzionośne piaskowce i łupki), żelaza (kwarcyty żelaziste), tytanu, manganu, niklu oraz węgiel kamienny. 
Przez obszar Udokańskiego Regionu Rudonośnego przebiega trasa BAM-u; planowana jest budowa okręgu przemysłowego.